# Arent Christopher Heilmann
Arent Christopher Heilmann (* 5. April 1781 in Kerteminde; † 10. Juli 1830 in Ringsted) war ein dänischer Kaufmann und kommissarischer Inspektor in Grönland.

## Leben
Arent Christopher Heilmann war der Sohn des Pastors und Dichters Johan Ernst Heilmann (1735–1800) und seiner Frau Karen Buch (1741–1812) und das jüngste von 14 Kindern. Der Urgroßvater war im hessischen Birstein geboren, von wo die Familie Heilmann ursprünglich stammt. Es ist überliefert, dass Arent in jungen Jahren unglücklich in seine Cousine Ida Heilmann verliebt war, was möglicherweise der Grund dafür war, dass er in die Dienste von Den Kongelige Grønlandske Handel (KGH) trat.
1802 kam er 21-jährig nach Grönland, wo er als Handelsassistent in Sisimiut dienen sollte, aber er musste in Maniitsoq überwintern und arbeitete deswegen anfangs dort. Schließlich kam er nach Sisimiut und wurde als Walfängerassistent in Uummannaarsuk ausstationiert. 1804 wurde er zum Kolonialverwalter in Qeqertarsuatsiaat ernannt. Um 1809 zog er sich bei einem Sturz eine schwere Verletzung am rechten Arm zu und bat um Beurlaubung, die ihm aber nicht gewährt wurde. Er nach Ende des Kanonenbootkriegs von 1807 bis 1814 erhielt er 1815 ein Jahr Heimaturlaub. Nach dem Tod von Inspektor Marcus Nissen Myhlenphort Ende 1821 hatte dessen nordgrönländischer Kollege Johannes West Anfang 1822 eigenständig Christian Alexander Platou als dessen Vertreter eingesetzt. Am 22. März 1823 ernannte die Handelsdirektion Arent Christopher Heilmann kommissarisch zum Inspektor von Südgrönland, aber bereits nach 1824 musste er aus gesundheitlichen Gründen auf das Amt verzichten und kehrte nach 22 Jahren Dienst nach Dänemark zurück, während Platou neuer Inspektor wurde.
Nach seiner Rückkehr erhielt er eine geringe Pension und wurde 1825 zum Kammerrat ernannt. Er ließ sich am Ostufer des Furesø nieder und bemühte sich mehrfach um eine Anstellung als Zollbeamter, die nicht angenommen wurde. Da seine Pension nicht zum Leben reichte, bat er um eine Erhöhung, aber auch dies wurde trotz eines Empfehlungsschreibens des KGHs abgelehnt. Er starb schließlich im Alter von 49 Jahren in Ringsted im Hause seines Bruders. In Grönland hatte er mehrere uneheliche Kinder, über die er Stammvater der grönländischen Familie Heilmann ist.